# Сейран Атеш
Сейран Атеш (нар. 20 квітня 1963, Стамбул, Туреччина) — адвокатка і мусульманська феміністка з Німеччини.

## Життєпис
Народилася в Стамбулі (Туреччина) в родині курда і туркені. Коли їй було шість років, сім'я Сейран переїхала в Німеччину. Вивчала право у Вільному університеті Берліна і від 1997 року займається юридичною практикою, спеціалізуючись на кримінальному й сімейному праві. Атеш — відома активістка руху за громадянські права, відома вимогою рівноправності для мусульманських жінок і дівчат.
Вона неодноразово виступала з критикою щодо іммігрантського мусульманського суспільства, часто більш консервативного, ніж у країні походження. В інтерв'ю на Національному громадському радіо в січні 2008 року, Хакан Атеш заявила, що їй доводиться ховатися через погрози на її адресу. В одному конкретному інциденті, на неї і її підзахисну в будівлі суду напав чоловік підзахисної на очах у свідків, які вважали за краще не втручатися.
Атеш відкрила 2017 року мечеть Ібн-Рушд-Гете. Це перша «ліберальна мечеть» у Німеччині, де чоловіки і жінки моляться разом, а жінки можуть брати на себе роль імама, який веде молитву. Турецькі релігійні органи і рада при єгипетському Університеті Аль-Азхар засудили цей проєкт, причому на адресу Атеш знову надходили погрози.
2018 року Сейран Атеш номінувалася на Премію імені Сахарова, присуджувану Європарламентом за правозахисну діяльність. Однак премію присудили Олегу Сенцову.